# الشركة السعودية لصناعة الورق
الشركة السعودية لصناعة الورق؛ هي شركة مساهمة سعودية، تأسست في الثالث عشر من نوفمبر عام 1989، برأس مال يبلغ ثلاثمئة مليون ريال سعودي، يعد الأمير عبد الله بن مساعد بن عبد العزيز آل سعود من المساهمين الرئيسيين في الشركة إذ تبلغ حصته فيها 50.00%، يتمثل نشاط الشركة في إنتاج أنواع مختلفة من منتجات الورق الصحي بالإضافة إلى إعادة تدوير المنتجات الورقية.
شركات تابعة للشركة السعودية لصناعة الورق:
1. الشركة السعودية لتحويل الورق : تعد واحدة من الشركات التابعة للشركة الرئيسية في صناعة الورق السعودية تأسست عام 2003 وتمتلك الكثير من الفروع على مستوى السعودية والشرق الأوسط، تشمل الكويت والإمارات وتركيا ويتم حاليا ً بناء مصنع للشركة في الأردن، وتنتج كل ما يتعلق في الورق من مناديل.
2. الشركة السعودية لإعادة تدوير الورق : تأسست الشركة في عام 1996، وهي إحدى شركات المجموعة السعودية للورق والتي تمتلك الشركة السعودية لصناعة الورق والشركة السعودية لتحويل الورق (مناديل) والمنبعثة من فكرة المساهمة في المحافظة على البيئة ودعم الاقتصاد الوطني في الاستفادة المادية والبيئية من النفايات التي في الأساس تكون عبئ على الدولة من الناحية الصحية وطريقة التخلص من هذه النفايات، وتقوم الشركة بتزويد المصانع بحاجتهم من النفايات الورقية بدلا من الاستيراد من خارج واليوم الشركة السعودية لإعادة التدوير أكبر الشركات الإقليمية التي تعمل في مجال تدوير النفايات الورقية بمعدل سنوي 100.000 طن سنوياً وزيادة سنوية تعادل 15% وذلك بعقود حكومة وأهلية تعود بالفائدة المادية للجهات المتعاقدة، وتعمل الشركة السعودية لإعادة التدوير بكفاءات وطنية وخبرات أجنبية لتدوير، وتملك أكبر أسطول من المركبات والعمالة على مستوى الشرق الأوسط وفي جميع مناطق المملكة العربية السعودية بواسطة الفروع الموزعة على الرياض، جدة، الدمام، المدينة، القصيم، أبها، خميس مشيط وقريباً ويفتح فرع جديد في المنطقة الشمالية للمملكة، كما تعمل الشركة على فتح فروع في دول مجلس التعاون الخليجي ابتداء بدولة الإمارات العربية والكويت.

## مجلس الادارة
الاستاذ/ عبدالرحمن بن رائد المشعل (رئيس المجلس)
الاستاذ/ بشار بن عبدالعزيز ابا الخيل (نائب رئيس المجلس)
معالي الدكتور/ منصور بن عبدالله المنصور (عضو)
الاستاذ/ محمد بن حمود السبهان (عضو)
الاستاذ/ عبدالعزيز بن رائد المشعل (عضو)
الاستاذ/ سعود بن محمد العماري (عضو)
الاستاذ/ سعد  بن محمد العماري (عضو)
الاستاذ/ يسري البشري (الرئيس التنفيذي)

## شركات أخرى[2]
1. شركة المدار للورق.
2. شركة المدار لتدوير الورق.
3. شركة المدار لتجارة الورق.
4. شركة المدار لتجارة الورق.
5. الشركة السعودية للاستثمار والتطوير الصناعي.